# Tetradactylus tetradactylus
Tetradactylus tetradactylus är en ödleart som beskrevs av Daudin 1802. Tetradactylus tetradactylus ingår i släktet Tetradactylus och familjen sköldödlor. Inga underarter finns listade i Catalogue of Life.
Arten förekommer i Sydafrika. Honor lägger ägg.